# Millard Fillmore
Millard Fillmore (Summerhill, 7. siječnja 1800. – Buffalo, 8. ožujka 1874.) je američki političar, najpoznatiji po tome što je bio 13. predsjednik SAD-a.

## Životopis
Filmmore se rodio u državi New York kao drugo od osmoro djece u siromašnoj obitelji. Za život je još kado dijete bio prisiljen zarađivati kao krojač, sve dok nije uštedio nešto novca da bi završio pravo na Sveučilištu u Buffalou. Godine 1823. je primljen u odvjetničku komoru.
Političku karijeru je otpočeo 1828. kao član državne skupštine New Yorka. Nešto kasnije se priključio Vigovskoj stranci, te je od 1833. do 1843. služio u Kongresu kao njen zastupnik.
Fillmore je godine 1848., kao relativno nepoznati sjeverni odvjetnik koji se vlastitim trudom izdigao iz siromaštva vigovcima predstavljao savršen nadomjestak za predsjedničkog kandidata - južnjačkog i apolitičnog generala Zacharyja Taylora. Na vigovskoj konvenciji je Fillmore izabran za potpredsjedničkog kandidata, a nakon što je Taylor izabran za predsjednika, Fillmore je postao potpredsjednik SAD.
Taylor i Fillmore su se, iako članovi iste stranke, sukobili po pitanju ropstva na teritorijama osvojenim od Meksika u nedavnom ratu. Taylor, iako južnjak i robovlasnik, je držao da teritorije moraju same odlučiti žele li ropstvo ili ne, a ne, kao što su južnjački političari inzistirali, da se o tome odluči u Washingtonu u svrhu održavanja ravnoteže između slobodnih i robovlasničkih država. Fillmore, iako protivnik ropstva, je smatrao kako se Južnjacima mora popustiti radi očuvanja nacionalnog jedinstva. 
U vrijeme kada je spor eskalirao, Taylor je iznenada umro od trovanja hranom. Fillmore je isti dan položio predsjedničku zakletvu, uveo novi kabinet i uz pomoć umjerenih vigovaca u Kongresu nekoliko mjeseci progurao tzv. Kompromis 1850. - paket od pet zakona kojim su regulirana neka sporna pitanja vezana uz ropstvo na teritoriji SAD. Iako mnogi drže da je Kompromis barem za deset godina odgodio otcjepljenje i građanski rat, Fillmorea su suvremenici ocijenili kao slabog predsjednika koji je previše popustio pritisku južnjačkih robovlasnika.  
Najvažniji događaj Fillmoreovog predsjednikovanja, iako ga takvim suvremenici nisu smatrali, bila je odluka da se u Japan pošalje mornarička ekspedicija na čelu s komodorom Matthewom Perryjem u svrhu otvaranja tamošnjim luka za zapadne trgovce. 
Fillmoreu je nakon isteka mandata Vigovska stranka okrenula leđa, te nije uspio izboriti predsjedničku nominaciju 1852. godine. Još je važnije bilo to da su samoj Vigovskoj stranci, nakon serije razočaranja, leđa okrenula njeni glasači, dok se članstvo podijelilo u niz suprotstavljenih frakcija. Sam Fillmore se godine 1856. natjecao za predsjednika kao kandidat anti-imigrantske Američke stranke i osvojio dovoljno glasova da Johna C. Fremonta, kandidata nove Republikanske stranke liši pobjede nad demokratom Jamesom Buchananom.
Fillmore je dugo vremena služio kao funkcionar na Univerzitetu u Buffalou. Nakon izbijanja građanskog rata se oštro protivio Lincolnovoj politici, a za vrijeme predsjednikovanja Andrewa Johnsona se suprotstavljao Rekonstrukciji južnih država.